# ジョシュ・ダシルヴァ
ジョシュ・ダシルヴァ（Josh Dasilva, 1998年10月23日 - ）は、イングランド・ロンドン出身のサッカー選手。ブレントフォードFC所属。ポジションはMF。

## クラブ経歴

### アーセナル
8歳でアーセナルFCのアカデミーに入団。プレーを始めたころは左ウイングだったが、中盤のMFにコンバートされた。2015年8月、クラブとプロ契約を締結。カップ戦では数試合に出場したもののリーグ戦では出番を得られず、2018年6月30日付でクラブとの契約を解消した。

### ブレントフォード
2018年8月21日、EFLチャンピオンシップのブレントフォードFCにフリーで加入。2019年4月19日のミルウォールFC戦でプロ初ゴールを決めた。

## 代表歴
2017年7月、U-19代表の一員としてジョージアで開催されたUEFA U-19欧州選手権に参加、3試合に出場した。2019年6月には第47回トゥーロン国際大会に参加している。
2020年2月、出場資格を持つアンゴラ代表でプレーする可能性について示唆した。

## タイトル

### 代表
- UEFA U-19欧州選手権: 2017